# Placca Insulare

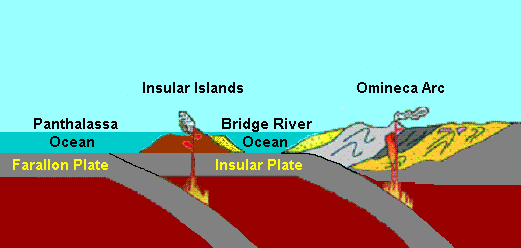
Tettonica delle placche lungo la costa occidentale del Nord America, attorno a 130 milioni di anni fa.

La placca Insulare era un'antica placca tettonica della litosfera terrestre.
Il suo nome deriva dalle antiche Isole Insulari, che formavano un arco insulare vulcanico sottostante alla placca.

## Caratteristiche
La Placca Insulare si trovava nell'antico oceano Panthalassa, che diede successivamente origine all'Oceano Pacifico, a ovest del Nord America. L'oceano Bridge River separava le Isole Insulari dalle Isole Intermontane, e in seguito dall'America del Nord dopo che queste ultime entrarono in collisione con il continente nordamericano. Prima di entrare in subduzione al continente nordamericano, la Placca insulare scomparve per subduzione al di sotto della Placca intermontana, che la separava dalla Placca nordamericana. Al suo margine occidentale una dorsale oceanica la separava dalla Placca Farallon.
Una volta che la Placca Intermontana terminò il processo di subduzione al di sotto del continente nordamericano e che le Isole intermontane che portava con sé si furono saldate al continente (fase nota come episodio Omineca), la placca insulare cominciò a scomparire per subduzione al di sotto della Placca nordamericana, all'incirca 180 milioni di anni fa all'inizio del Cretaceo. Questa subduzione diede origine ad una catena montuosa vulcanica, l'arco Omineca, all'interno delle future Montagne Rocciose. Questa catena vulcanica era costituita dall'antico arco vulcanico delle Isole intermontane, ormai saldatosi con l'America del Nord.
Circa 115 milioni di anni fa, a metà del Cretaceo, le Isole Insulari cominciarono a entrare in collisione con il continente nordamericano nel corso dell'episodio della Catena Costiera che fece seguito all'episodio Omineca e che diede luogo alla formazione della nuova catena montuosa vulcanica chiamata Catena Costiera.
Dato che le Isole insulari si trovavano in prossimità della fossa di subduzione della placca Farallon, questa divenne la nuova fossa di subduzione a ovest del continente americano. Il processo di subduzione terminò circa 100 milioni di anni fa. L'Isola di Vancouver e le isole Haida Gwaii fanno parte di queste antiche isole vulcaniche.